# Kopretina irkutská
Kopretina irkutská (Leucanthemum ircutianum) je v české přírodě nejrozšířenější ze všech tří druhů rodu kopretina. Jsou to druhy vzhledově si velmi podobné a vytvářejí tzv. "skupinu druhů z okruhu kopretiny bílé (Leucanthemum vulgare agg.)". Společně tvoří polyploidní komplex, diploidním druhem je teplomilná a ve Střední Evropě ne příliš častá kopretina bílá. Tetraploidní je kopretina irkutská, která je nejhojnější a hexaploidní pak kopretina panonská, která je z nich nejvzácnější. Původně byly tyto tři druhy souhrnně uváděny jako kopretina bílá (Chrysanthemum vulgare).

## Rozšíření
Areál kopretiny irkutské je velmi rozlehlý, na severu začíná na Islandu a přes Britské ostrovy se dále rozkládá přes celou Evropu až na Sibiř, do Střední Asie a dále až na východoasijský Dálný východ. Druhotně se dostala do Severní a Jižní Ameriky, Austrálie i na Nový Zéland.
V české přírodě je poměrně hojná, roste na loukách, pastvinách, v lesních lemech i na lidmi pozměněných stanovištích, v příkopech, okolo silnic nebo na skládkách. Dává přednost středně vlhkým, popř. mírně vysychajícím stanovištím, obvykle se vyskytuje na slunném místě, postačí ji běžná půda s malým množstvím živin. Na loukách snáší i dvojí sečení, více ji vadí sešlapávání při pastvě.

## Popis
Kopretina irkutská je vytrvalá, 30 až 80 cm vysoká bylina s jednoduchou, nebo vzácně v horní části větvenou lodyhou s odstálými chlupy. Vyrůstá z krátce plazivého oddenku se silnými adventivními kořeny. Lodyha je porostlá střídavými listy, přízemní s dlouhými řapíky jsou růžicovitě shloučené a jejich čepele jsou obkopinaté a po obvodě rovnoměrně zoubkované. Výše postavené listy jsou přisedlé, víceméně obdélníkovité, po obvodě mělce pilovité až zubaté, dlouhé 4 až 6 a široké 1 až 1,5 cm.
Na konci lodyhy vyrůstají jednotlivě nebo v řídkém chocholíku úbory velké od 3 do 5 cm. V úboru je v terči 120 až 200 žlutých, trubkovitých kvítků, které jsou oboupohlavné. Po obvodě terče bývá 10 až 30 kvítků samičích s 1,5 až 2,5 cm dlouhými, bílými ligulami. Široce miskovitý, 3 až 4řadý zákrov má střechovitě uspořádané kopinaté listeny vroubené úzkým blanitým, bezbarvým až hnědočerným lemem. Rostliny začínají kvést v květnu a končí v září, květy obsahují jen málo nektaru, opylovány jsou hmyzem.
Plody jsou protáhlé nažky velké 1,5 až 2,5 mm, které jsou bez chmýru a pouze nažky z jazykovitých kvítků mají nepravidelný blanitý lem. V půdě si podržují klíčivost nejméně šest let. V létě u kopretin převažuje vegetativní rozmnožování pomoci oddenků.

## Význam
Na mezofilních loukách kopretina irkutská často vytváří rozsáhlé porosty a její výskyt má mnohdy až plevelný charakter. V Severní Americe jsou evropské druhy kopretin označené jako invazní rostliny, rychle se tam šíří a působí ekonomické škody. Rostliny obsahují četné flavonové glykosidy a anthokyanový glykosid chrysanthemin které způsobují, že skot se kopretinám přímo vyhýbá, koním a ovcím nevadí a kozy je naopak přímo vyhledávají. Mají nízkou výživnou hodnotu a proto jsou v čerstvé i sušené píci přímo nežádoucí. Jejích kořeny jsou schopné dlouhodobě žít v symbióze s endofytními houbami, které po odstranění kopretin setrvávají v půdě a poškozují následně pěstované rostliny z čeledi lilkovitých, jež jsou vůči houbovým chorobám málo odolné.
Kopretiny irkutské se někdy pěstují jako okrasné rostliny. Mimo nich bývají v zahradách vysazovány také velkokvěté nebo plnokvěté kopretiny vzniklé křížením s dalšími druhy původem z jihozápadní Evropy. V lidovém léčitelství slouží pro výrobu sirupů proti dávivému kašli a astma. Svými nápadnými úbory se spolupodílejí na idealizovaném charakteristickém vzhledu českého venkova.

## Galerie

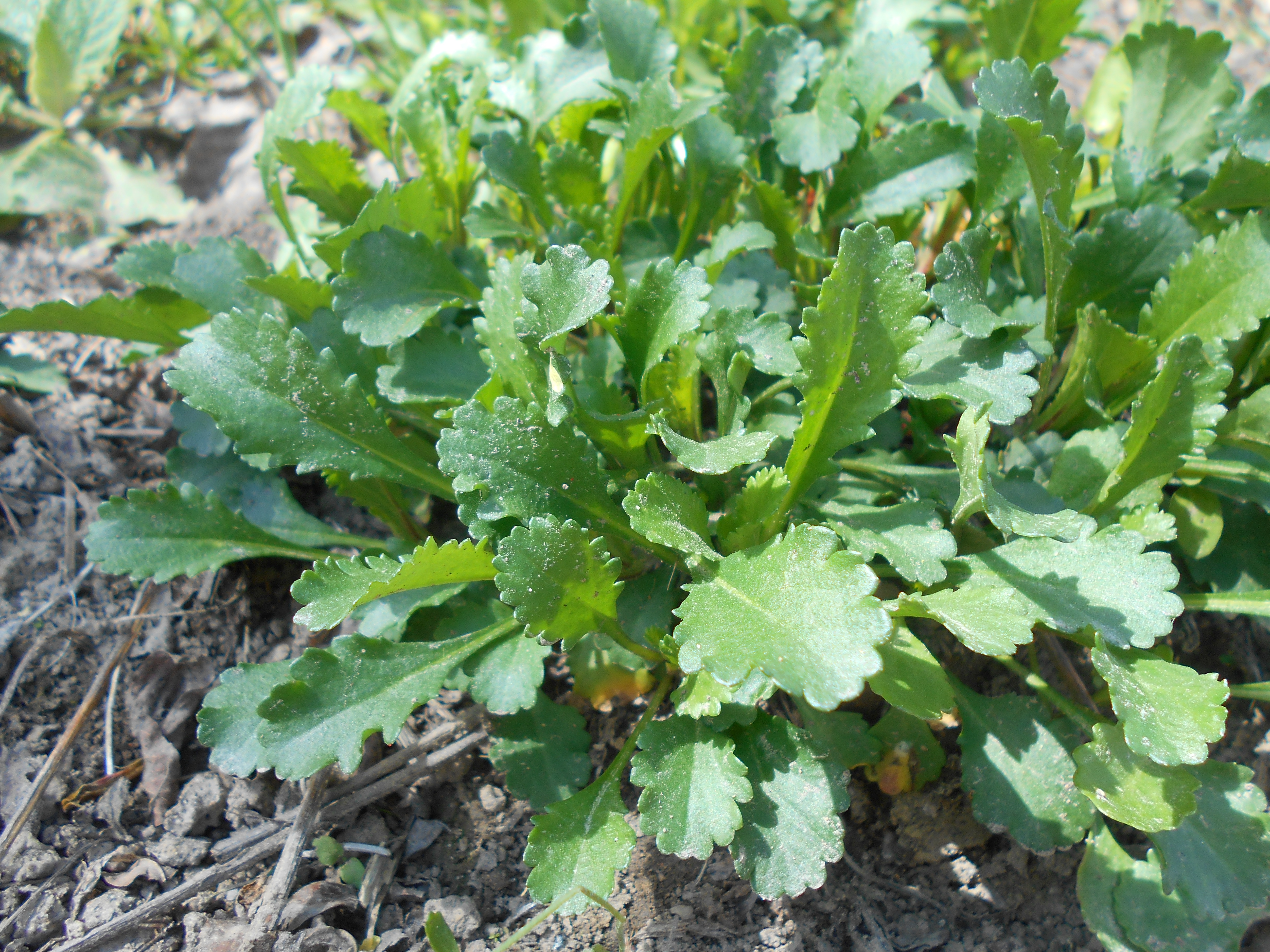
Kopretina na jaře
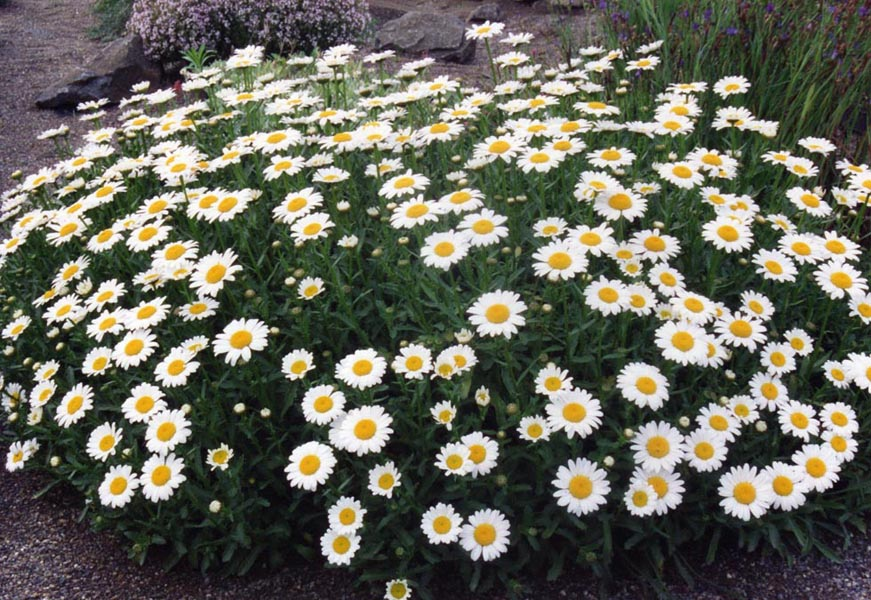
Rozkvetlý záhon
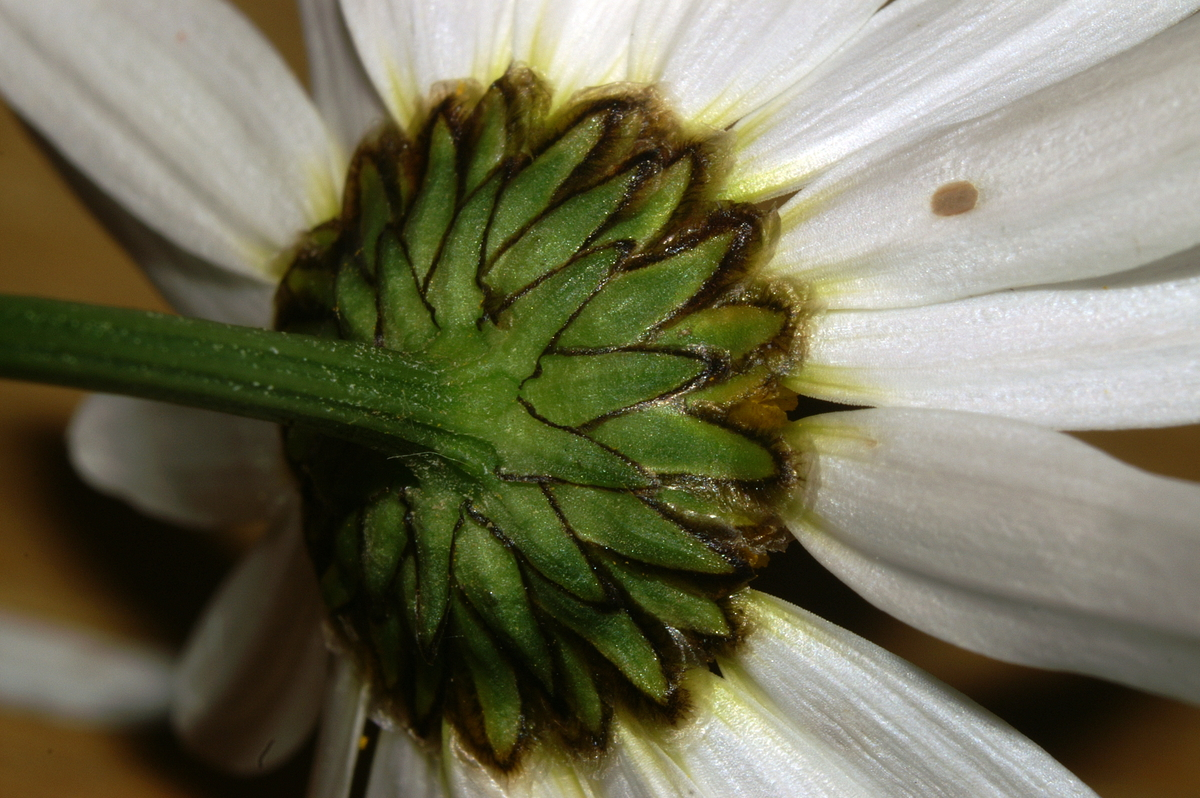
Zákrov
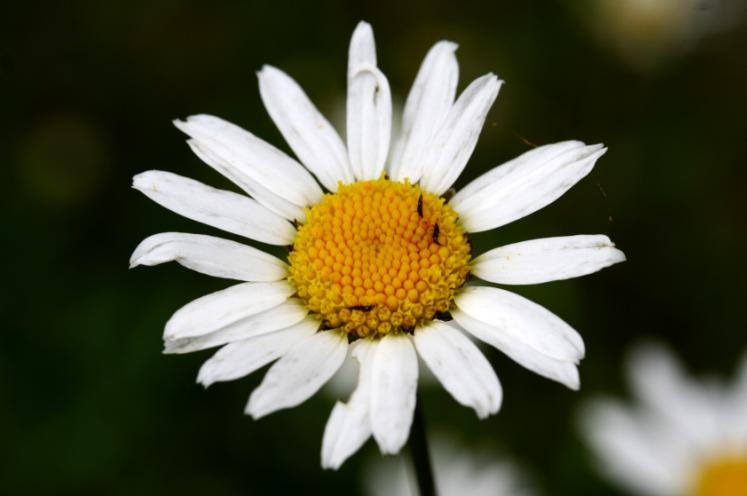
Úbor